# ジョーズ2
『ジョーズ2』（Jaws 2）は、1978年のアメリカ映画。『ジョーズ』の続編。

## 概要
スティーヴン・スピルバーグが監督を辞退し、恐怖映画で実績のあった1人目の監督ジョン・D・ハンコックが解雇された後、ヤノット・シュワルツが監督として迎えられる。1978年当時、続編としては最高の興行収入を記録し、20年以上にわたって全米興行収入の上位25位に残った。
前作からは、主人公の妻エレン役のロレイン・ゲイリーと、音楽担当のジョン・ウィリアムズが続投している。

## あらすじ
前作から3年後のアミティ。鮫との戦いの末に沈没したオルカ号を探索していたダイバーが謎の失踪を遂げたことを皮切りに、不審な事件が相次ぐ。
マーティン・ブロディ保安官は、失踪事件が再び現れたホオジロザメによるものだと地元の政治家に説明するが、小魚の群れを鮫と勘違いし、海水浴客たちを逃がすためにと発砲する失態を犯す。間もなくダイバーが遺したカメラが回収され、現像したフィルムには鮫らしき影が映っていた。自らの不安に確信を持つブロディだが、意見は受け入れられず、警察署を解雇される。
一方、ブロディの息子マイクとその友人たちは、ブロディの制止を無視してヨットで沖へ出る。そこにとうとう巨大なホオジロザメが姿を現した。彼らを追ったブロディは恐怖心をかなぐり捨て、一人で鮫に立ち向かう。

## 登場人物
マーティン・ブロディ
アミティ警察署長。鮫への恐怖を拭いきれず、一人警戒を続けていたが、過敏になるあまり警察署を解雇される。前作では眼鏡を着用していたが、本作ではほとんどのシーンで眼鏡を着用していない。
エレン・ブロディ
ブロディの妻。アミティに新しくオープンしたホテルに勤務している。
ボーン市長
前作に引き続き登場。夏の海水浴客を中心に観光で成り立っているアミティの事情を思うあまり、新たな鮫による被害を認めようとしない。一方でブロディの前作における苦労を知っているため、彼の解雇動議に反対する描写がある。
レン・ピーターソン
アミティにホテルを開設したり別荘の誘致を計画している開発業者。鮫に過敏なブロディの言動による風評被害を嫌がり邪険に扱う。エレンの雇い主。
レニー・ヘンドリックス
保安官。前作にも登場したブロディの部下。少々抜けている部分もあるが、本作では解雇されたブロディに代わって警察署を任される。不安がるブロディをいぶかしむものの、協力的である。
マイク・ブロディ
ブロディ家の長男。前作では少年だったが、本作では青年に成長している。父の言うことを聞かずに友人と共に沖へ出て、鮫に襲われる。
ショーン・ブロディ
ブロディ家の次男。前作では幼児だったが、本作では少年に成長している。父の言うことを聞かずに兄の友人と共に沖へ出て、鮫に襲われる。
マット・フーパー
前作に登場し、ブロディと共に鮫を退治した海洋生物学者。本作では名前だけの登場で、ブロディから連絡を受けるも南極へ調査に出ており、駆けつけることは出来なかった。

### サメ
ホオジロザメ
アミティに姿を現した鮫。前作のものとは別個体である。
アミティ沖でのダイバー襲撃をきっかけに被害を拡大させていく。本作では、シャチ（実際にはホオジロザメの天敵とされる）や水上スキーの牽引ボート、ホバリングしているヘリコプターにまで襲いかかる。
襲ったボートが爆発炎上したため、物語中盤以降は顔面が焼け爛れている。
最後は送電用の海底ケーブルを噛まされ感電、炎上して海底へ沈んだ。
本作におけるホオジロザメの最期は、ユニバーサル・スタジオの同名のアトラクションにおけるクライマックスに流用されている。

## キャスト
| 役名                           | 俳優                       | 日本語吹替                                                               | 日本語吹替                                                            |
| 役名                           | 俳優                       | 日本テレビ版                                                             | BSテレ東版                                                            |
| ------------------------------ | -------------------------- | ------------------------------------------------------------------------ | --------------------------------------------------------------------- |
| マーティン・ブロディ           | ロイ・シャイダー           | 滝田裕介                                                                 | 羽佐間道夫                                                            |
| エレン・ブロディ               | ロレイン・ゲイリー         | 寺田路恵                                                                 | 高島雅羅                                                              |
| ラリー・ボーン市長             | マーレイ・ハミルトン       | 細井重之                                                                 | 銀河万丈                                                              |
| レン・ピーターソン             | ジョセフ・マスコロ         | 嶋俊介                                                                   | 大塚芳忠                                                              |
| ジェフ・ヘンドリックス         | ジェフリー・クレイマー     | 円谷文彦                                                                 | 堀内賢雄                                                              |
| エルキンス博士                 | コリン・ウィルコックス     | 渡辺知子                                                                 | 勝生真沙子                                                            |
| ティナ・ウィルコックス         | アン・デューセンベリー     | 山本千鶴                                                                 | 豊崎愛生                                                              |
| マイク・ブロディ               | マーク・グルナー           | 永久勲雄                                                                 | 武内駿輔                                                              |
| トム・アンドリュース           | バリー・コー               | 秋元羊介                                                                 | 丸山壮史                                                              |
| 老婦人                         | スーザン・フレンチ         | 鈴木れい子                                                               |                                                                       |
| アンディ                       | ゲイリー・スプリンガー     | 田中亮一                                                                 | 落合福嗣                                                              |
| ジャッキー                     | ドナ・ウィルクス           | 佐々木優子                                                               | 朝井彩加                                                              |
| エド                           | ゲイリー・デュビン         | 船木浩行                                                                 | 須藤翔                                                                |
| ポロ                           | ジョン・デュカキス         |                                                                          | 多田啓太                                                              |
| ティミー                       | G・トーマス・ダンロップ    | 小山梓                                                                   | 吉野貴大                                                              |
| ラリー                         | デヴィッド・エリオット     | 塩沢兼人                                                                 | 平野潤也                                                              |
| ショーン・ブロディ             | マーク・ギルピン           | 鈴木一輝                                                                 | 大谷育江                                                              |
| ダグ                           | キース・ゴードン           | 鳥海勝美                                                                 | 金子大樹                                                              |
| ルーシー                       | シンシア・グローヴァー     | 佐々木るん                                                               | 青山玲菜                                                              |
| パトリック                     | ベン・マーレイ             |                                                                          | 杉山シンヤ                                                            |
| マージ                         | マーサ・スワテック         |                                                                          | 棟方真梨子                                                            |
| ボブ                           | ビリー・ヴァン・ザント     | 曽我部和行                                                               | 冨沢竜也                                                              |
| ブルック                       | ギギ・ヴォーガン           | 木藤玲子                                                                 | 松本沙羅                                                              |
| ヘリコプター操縦士             | ジェリー・M・バクスター    | 村松康雄                                                                 |                                                                       |
| ダイアン（スキーボート運転手） | ジーン・コルター           |                                                                          | 河合ゆめの                                                            |
| レニー                         | エイプリル・ギルピン       | 住田理恵                                                                 |                                                                       |
| 海水浴場監視員                 | ウィリアム・グリフィス     | 小島敏彦                                                                 | 友島光貴                                                              |
| レッド                         | コル・レッド・マクリーン   |                                                                          |                                                                       |
| レニーの母                     | キャシー・ウィルソン       |                                                                          |                                                                       |
| フィル・フォガティー           | ハーブ・ミュラー           | 亀井三郎                                                                 | 岩崎ひろし                                                            |
| スパーキー                     | トーマス・A・スチュワート  |                                                                          | 板取政明                                                              |
| タフト夫人                     | ジェーン・コートニー       | 有馬端子                                                                 |                                                                       |
| ハリー・ワイズマン             | アル・ワイルド             | 矢田稔                                                                   |                                                                       |
| ポズナー氏                     | シプリアン・フィル・デュベ | 秋元羊介                                                                 |                                                                       |
| シルヴェラ夫人                 | メアリー・A・ガフニー      | 藤夏子                                                                   | 新井笙子                                                              |
| 不平を言う男                   | ウィリアム・ビル・グリーン | 高木二朗                                                                 |                                                                       |
| 役不明又はその他               | N/A                        | 中島喜美栄 土方結香 和栗正明 田中秀幸                                    | 田村千恵 田島章寛 鵜澤正太郎                                          |
| 日本語版スタッフ               |                            |                                                                          |                                                                       |
| プロデューサー                 |                            |                                                                          | 久保一郎                                                              |
| 演出                           |                            | 壺井正                                                                   | 高橋剛                                                                |
| 翻訳                           |                            | 飯嶋永昭                                                                 | 平田勝茂                                                              |
| 調整                           |                            | 栗林秀年                                                                 |                                                                       |
| 効果                           |                            | PAG                                                                      |                                                                       |
| 制作                           |                            | グロービジョン                                                           | BSテレ東 HALF H・P STUDIO                                             |
| 初回放送                       |                            | 1982年9月29日 『水曜ロードショー』 本編約116分 ※劇場公開版本編を基に制作 | 2022年3月7日 『シネマクラッシュ』 本編ノーカット ※DVD版本編を基に制作 |

- 日本テレビ版は再放送時の短縮版の音源がBDに収録
- BSテレ東版はロイ・シャイダーを持ち役にしている羽佐間道夫の米寿を記念して制作された[4]。

## 主なスタッフ
- 監督：ヤノット・シュワルツ
- 脚本：カール・ゴットリーブ（英語版）、ハワード・サックラー（英語版）
- 原案：ピーター・ベンチリー
- 製作：リチャード・D・ザナック、デヴィッド・ブラウン
- 音楽：ジョン・ウィリアムズ
- 美術：ジョー・アルブス
- 特殊効果：ロバート・A・マッティ
- 撮影：マイケル・C・バトラー
- 編集：スティーヴ・ポッター、アーサー・シュミット、ニール・トラヴィス

## エピソード
- 撮影に使われた鮫の模型には「ブルース」という愛称がつけられた。前作のものに比べ精密に作られている。
- アメリカにて再リリースされたDVDでは、転覆したヘリコプターの操縦士にサメが襲いかかる海中のシーンや、ブロディの進退を市長たちが討議するシーンの一部が本編からカットされ、特典映像という扱いとなっている[9]。